# (880) Herba
(880) Herba ist ein Asteroid des Hauptgürtels, der am 22. Juli 1917 vom deutschen Astronomen Max Wolf in Heidelberg entdeckt wurde.